# Harlan (Iowa)
Harlan ist eine Kleinstadt (mit dem Status „City“) und Verwaltungssitz des Shelby County im US-amerikanischen Bundesstaat Iowa. Im Jahr 2010 hatte Harlan 5106 Einwohner, deren Zahl sich bis 2013 auf 5013 leicht erhöhte. Das U.S. Census Bureau hat bei der Volkszählung 2020 eine Einwohnerzahl von 4.893 ermittelt.

## Geografie
Harlan liegt im Westen Iowas am West Nishnabotna River, der über den Nishnabotna River und den Missouri zum Stromgebiet des Mississippi gehört.
Die geografischen Koordinaten von Harlan sind 41°39′11″ nördlicher Breite und 95°19′32″ westlicher Länge. Das Stadtgebiet erstreckt sich über eine Fläche von 11,37 km² und gehört keiner Township an.
Nachbarorte von Harlan sind Defiance (21,2 km nördlich), Kirkman (14,2 km nordnordöstlich), Red Line (20,5 km ostnordöstlich), Jacksonville (15,9 km östlich), Walnut (28 km südsüdöstlich), Avoca (21 km südlich), Shelby (24,8 km südsüdwestlich), Tennant (15,4 km südwestlich), Portsmouth (17,4 km westlich), Westphalia (12,8 km nordwestlich), Earling (21,5 km in der gleichen Richtung).
Die nächstgelegenen größeren Städte sind Sioux City (154 km nordwestlich), Iowas Hauptstadt Des Moines (166 km östlich), Nebraskas größte Stadt Omaha (93,7 km südwestlich) und Nebraskas Hauptstadt Lincoln (174 km in der gleichen Richtung).

## Verkehr
Der in Nord-Süd-Richtung verlaufende U.S. Highway 59 führt durch den Westen des Stadtgebiets von Harlan und kreuzt auf Höhe des Stadtzentrums den Iowa Highway 44. Alle weiteren Straßen sind untergeordnete Landstraßen, teils unbefestigte Fahrwege sowie innerörtliche Verbindungsstraßen.
Mit dem Harlan Municipal Airport befindet sich 9,6 km südlich ein kleiner Flugplatz für die Allgemeine Luftfahrt. Der nächste Verkehrsflughafen ist das Eppley Airfield in Omaha (95 km südwestlich).

## Geschichte
Harlan wurde im Jahr 1858 planmäßig angelegt. Benannt wurde der Ort nach James Harlan, einem früheren US-Senator und US-Innenminister. Im Jahr 1859 wurde Harlan als Verwaltungssitz des Shelby County festgelegt. Die Stadt wurde 1879 als selbstständige Kommune inkorporiert.

## Bevölkerung
Nach der Volkszählung im Jahr 2010 lebten in Harlan 5106 Menschen in 2222 Haushalten. Die Bevölkerungsdichte betrug 449,1 Einwohner pro Quadratkilometer. In den 2222 Haushalten lebten statistisch je 2,26 Personen.
Ethnisch betrachtet setzte sich die Bevölkerung zusammen aus 97,0 Prozent Weißen, 0,5 Prozent Afroamerikanern, 0,4 Prozent amerikanischen Ureinwohnern, 0,6 Prozent Asiaten sowie 0,6 Prozent aus anderen ethnischen Gruppen; 0,9 Prozent stammten von zwei oder mehr Ethnien ab. Unabhängig von der ethnischen Zugehörigkeit waren 1,9 Prozent der Bevölkerung spanischer oder lateinamerikanischer Abstammung.
23,8 Prozent der Bevölkerung waren unter 18 Jahre alt, 54,4 Prozent waren zwischen 18 und 64 und 21,8 Prozent waren 65 Jahre oder älter. 53,6 Prozent der Bevölkerung waren weiblich.
Im Jahr 2013 lag das mittlere jährliche Einkommen eines Haushalts lag bei 43.047 USD. Das Pro-Kopf-Einkommen betrug 26.117 USD. 15,1 Prozent der Einwohner lebten unterhalb der Armutsgrenze.

## Bekannte Bewohner
- Nelson G. Kraschel (1889–1957) – 27. Gouverneur von Iowa (1937–1939) – lebte seine letzten Jahre in Harlan
- Johnny Beauchamp (1923–1981) – NASCAR-Rennfahrer – geboren in Harlan
- Ronald Burke (1944–2002) – römisch-katholischer Theologe – geboren in Harlan
- Kij Johnson (* 1961) – Schriftstellerin – geboren in Harlan